# St. Katharine Docks

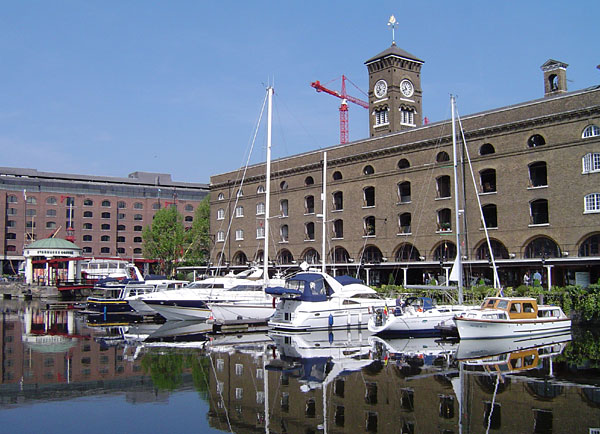
St. Katharine Docks, 2004

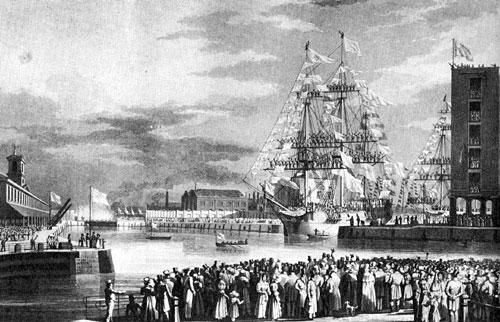
Otwarcie St. Katharine Docks, 1828

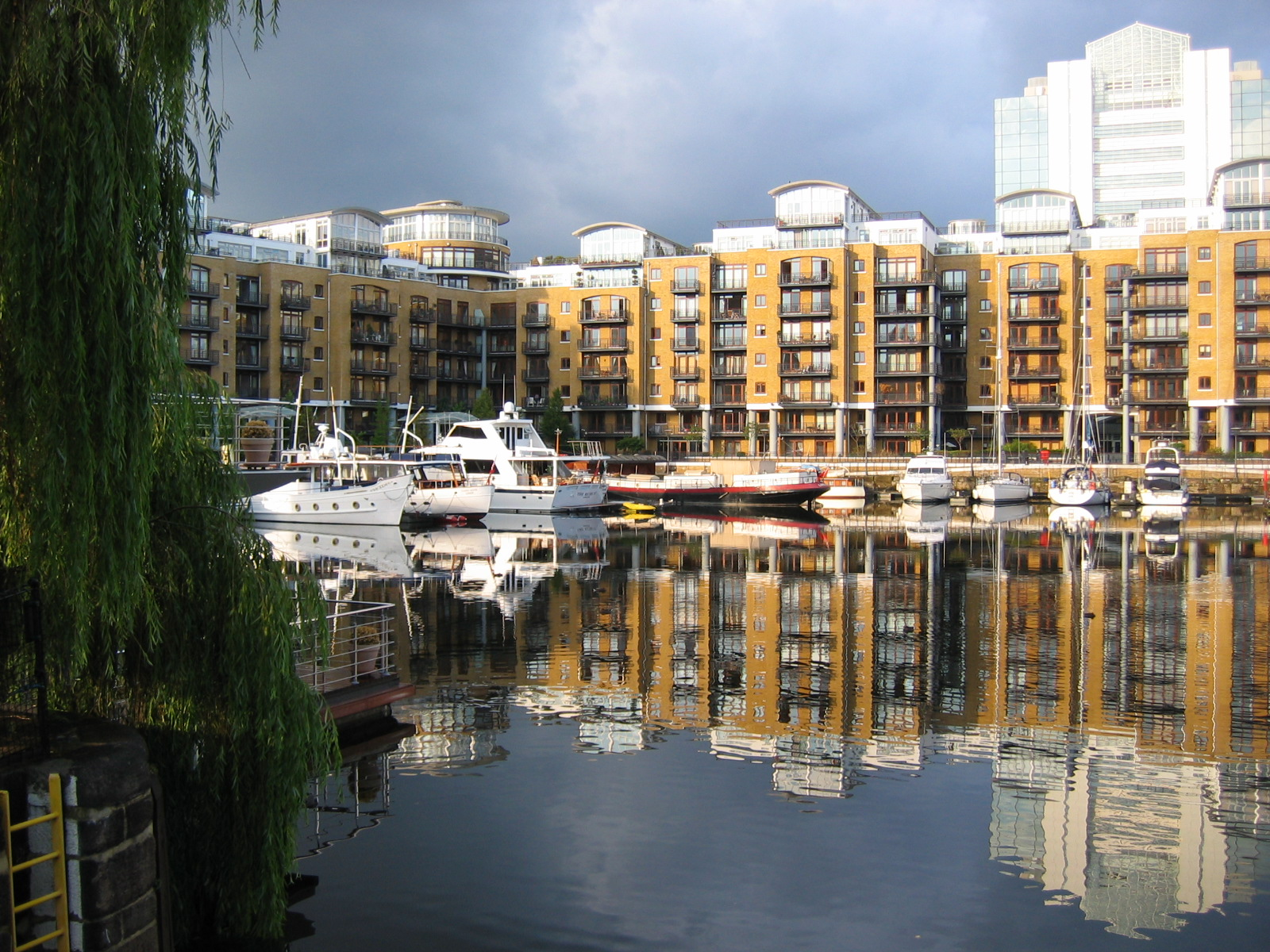
Nabrzeże St. Katharine Docks, 2006

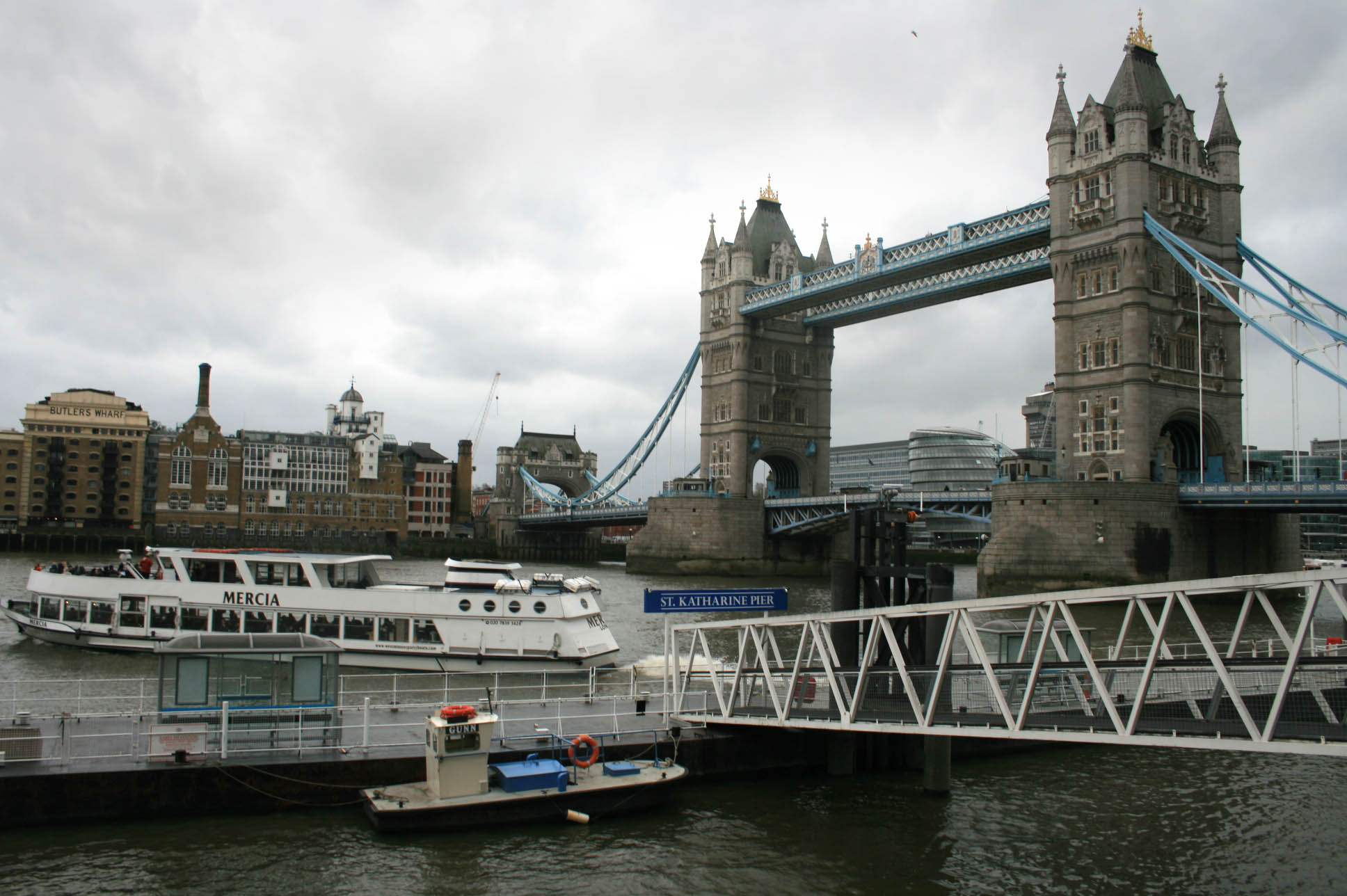
St. Katharine Pier

St. Katharine Docks ("Doki Św. Katarzyny") – kompleks rekreacyjny i mieszkalny w londyńskiej gminie Tower Hamlets, leżący po północnej stronie Tamizy, na wschód od Tower of London i Tower Bridge. W przeszłości były jednymi z doków handlowych obsługujących Londyn.

## Historia
Swoją nazwę zaczerpnęły od dawnego szpitala St Katharine's by the Tower, wybudowanego w XII wieku, który znajdował się w miejscu dzisiejszych St. Katharine Docks. Intensywnie zabudowany obszar 9,5 hektara, mocą ustawy parlamentu brytyjskiego z 1825 roku, został przeznaczony do przebudowy. Prace rozpoczęły się w maju 1827 roku. Około 1250 budynków zostało zburzonych, wraz ze średniowiecznym szpitalem St Katharine. Około 11 300 mieszkańców rejonu straciło swoje domy, w większości byli to pracownicy portowi stłoczeni w slumsach. 
Autorem projektu St. Katharine Docks był Thomas Telford, brytyjski inżynier i architekt. Zaprojektował on doki w formie dwóch połączonych basenów (wschodni i zachodni) aby zapewnić jak najdłuższe nabrzeże, a bramę umieścił w pobliżu Tower Bridge. Silniki parowe utrzymują poziom wody w basenach o około 1,2 metra wyższy niż w Tamizie.
Doki zostały oficjalnie otwarte 25 października 1828 roku. Mimo że szeroko eksploatowane, nie były ogromnym sukcesem komercyjnym i nie były w stanie pomieścić dużych statków. W 1864 roku zostały połączone z sąsiadującymi London Docks. W 1909 roku Port of London Authority przejęła kontrolę nad niemal wszystkimi dokami Tamizy, w tym St. Katharine Docks.
St. Katharine Docks zostały zniszczone przez niemieckie bombardowania w czasie II wojny światowej i nigdy później nie odzyskały dawnej świetności. Z powodu ograniczonej przestrzeni i niemożności przyjmowania dużych, nowoczesnych statków, były jednymi z pierwszych doków zamkniętych w 1968 roku, a następnie zostały sprzedane do Greater London Council. Większość oryginalnych magazynów została wyburzona i zastąpiona przez nowoczesne obiekty handlowe w 1970 roku, a St. Katharine Docks stały się przystanią.

## Obecnie
Obecnie St. Katharine Docks są popularnym miejscem wypoczynku oraz atrakcją turystyczną. Na ich terenie znajdują się głównie biura, mieszkania prywatne, hotel, sklepy, restauracje, pub (Dickens Inn, niegdyś browar z XVIII wieku), przystań dla jachtów, a także wiele innych obiektów rekreacyjnych. Wschodnia część doków zdominowana jest przez City Quay, ponad 200 luksusowych apartamentów z widokiem na przystań. Dok wciąż obsługuje statki małych i średnich rozmiarów.

## Połączenia
| London River Services - St. Katharine Pier (Greenwich, Westminster) - Tower Millennium Pier (Canary Wharf, Greenwich, West End, London Eye) Autobusy - dzienne: 15, 25, 42, 78, 100 i RV; - nocne: N15 i N551. | Stacje metra - Tower Hill (Circle Line i District Line) - Aldgate (Circle Line i Metropolitan Line) Stacje Docklands Light Railway - Tower Gateway |